# 雅韦尔达
雅韦尔达（法語：Javerdat，法語發音：[ʒavɛʁda]）是法国新阿基坦大区上维埃纳省的一个市镇，位于该省西部，和夏朗德省接壤，属于罗什舒阿尔区。

## 地理
雅韦尔达（45°57'15"N, 0°59'6"E）面积25.52 平方千米，位于法国新阿基坦大区上维埃纳省，该省份为法国中西部省份，北起顺时针与安德尔省、克勒兹省、科雷兹省、多爾多涅省、夏朗德省和维埃纳省接壤。
与雅韦尔达接壤的市镇（或旧市镇、城区）包括：布里格伊、蒙特罗莱、锡约、蒙特罗勒塞纳尔、格拉讷河畔奥拉杜尔、维埃纳河畔圣布里斯。
雅韦尔达的时区为UTC+01:00、UTC+02:00（夏令时）。

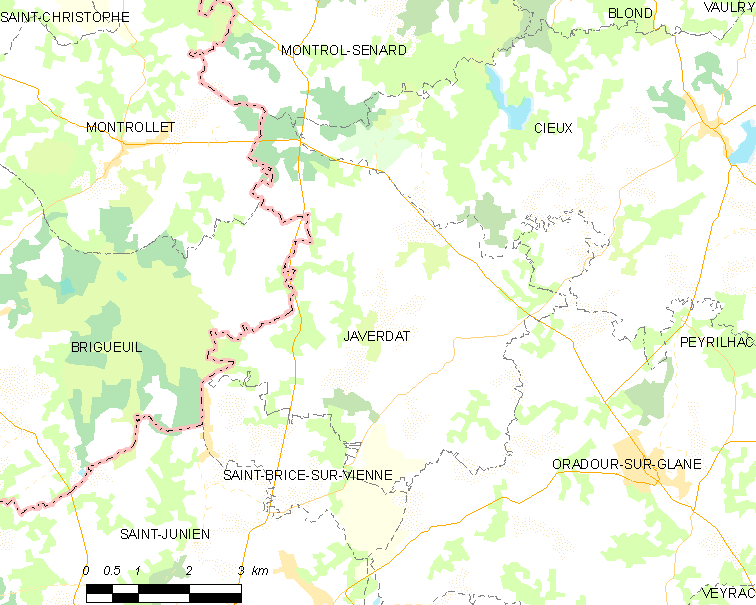
雅韦尔达的OSM定位图

## 行政
雅韦尔达的邮政编码为87520，INSEE市镇编码为87078。

## 政治
雅韦尔达所属的省级选区为圣瑞尼安县。

## 交通
维埃纳省省道D9线、D227线、D228线、D675线和D711线经过境内。

## 人口

1962-2008年间雅韦尔达人口变化图示

雅韦尔达于2022年1月1日时的人口数量为702人。